# 高加索的俘虏
《高加索的俘虏》（羅馬化：Kavkazsky plennik）是俄国作家列夫·托爾斯泰于1872年所作的中篇小说，首次發表於雜誌《曙光》。小说情节的灵感来自于托尔斯泰自己在俄国擴張時期在军队中服役时的往事及普希金同名的詩。故事以高加索山區的戰事為背景，讲述了两位俄国军官被敵人俘虏后尝试逃脱的故事。1996年的电影《高加索的俘虏》是由此篇小说改编。

## 故事简介
在高加索服役的俄国军官席林和柯斯狄林在离开要塞时被鞑靼人绑架并俘虏，被逼向家里写信要赎金。席林知道家里支付不起，打算逃跑。
席林手巧，通过做玩具和干手艺活获得了鞑靼人的好感，被称为“伊凡”，并和善良的鞑靼少女吉娜成了朋友。山下的一个与俄罗斯人有仇的老人想要杀死席林，却未能成功。
被俘虏了一个月后，席林观察了附近的地形，准备和柯斯狄林一起逃离，却因为鞑靼人要举行丧礼而推迟了。两人在一天夜晚尝试逃走，柯斯狄林却体力不支，最后他们又被抓起。主人警告，如果两个星期内收不到赎金，就用鞭子抽死他们，并将他们关在一个五六尺的坑里。
就在席林正在苦恼如何逃脱时，吉娜为他送来了饼和樱桃。他心生一计，想到让吉娜帮他的忙。他为吉娜做了许多泥玩具，可是她没有收下。吉娜说老人们命令主人杀了席林，可是她舍不得他。席林恳求吉娜给他一根长棍子，她却拒绝了，说有人会看见。
席林快要打瞌睡时，吉娜为他带来了长杆子。席林想要带上柯斯狄林离开，却被他拒绝了。席林靠吉娜的帮助逃离了鞑靼村子，却在树林中又遇到了鞑靼人，他使出最后的力气跑向了哥萨克人和兵士，终于回到了要塞。后来，柯斯狄林也被赎了出来，可是已经半死不活了。

## 評價
一位未署名的作者在《环球画报》上稱贊道：「《高加索俘虏》是用一种完全特别的新的语言写成的。叙述简洁被放到了第一位。没有一个多余的词，没有一点藻饰。……这篇小说艺术上的朴素无华达到了炉火纯青、登峰造极的境界。」
美国加州大学政治学博士张昕認爲小説未能免俗「東方主義」的視角，文中高加索象徵著俄罗斯想象中的「蛮荒」和「自由」。高加索蛮族的落后及野蛮的形象帮助俄罗斯人找到了定义自己文明的标杆，並为俄罗斯对高加索的武力征服和政治统治提供了正当性。